# Kinetické umění

Kinetické dílo George Rickeyho Čtverec ze čtyř čtverců (1969) v Neue Nationalgalerie Berlín

Kinetické umění neboli kinetismus je moderní výtvarný směr, založený na vytváření pohyblivých soch. Pohyb těchto objektů nebo jejich částí je dosažen např. skrytým motorkem, využitím magnetů nebo větru, některé objekty uvádějí do chodu sami návštěvníci výstavy.

## Historie
Průkopníkem kinetického umění byl Marcel Duchamp se svými Readymades, jako bylo Kolo od bicyklu: skutečné kolo volně zavěšené v prostoru a otáčející se (rok 1913). Avantgardní umělci byli fascinováni stroji, usilovali o zachycení pohybu jako určujícího motivu moderního života. Prvky kinetismu využíval ruský konstruktivismus (Naum Gabo, Vladimir Tatlin), Man Ray pod vlivem dadaistů zavěšoval do průvanu papírové spirály, László Moholy-Nagy vydal v roce 1923 Manifest kinetického sochařství, v němž požadoval, aby umělecké dílo působilo na vnímatele maximálně dynamicky, pomocí pohybových a světelných efektů. Při vytváření kinetického umění se vtipně využívají různé fyzikální zákony, např. Alexander Calder sestavoval své takzvané mobily ze zavěšených barevných plíšků, jejichž přesně vypočítanou rovnováhu narušilo i neznatelné proudění vzduchu. Americký vynálezce Frank Malina zase dosahoval neobvyklých vizuálních efektů pomocí elektricky vyráběných světelných paprsků. Dalšími významnými představiteli kinetismu jsou Gyula Kosice, Jean Tinguely, Yaacov Agam, Theo Jansen, Victor Vasarely, Heinz Mack, Arthur Ganson nebo členové pařížské skupiny Groupe de Recherche d’Art Visuel. Jedním z průkopníků kinetického umění byl i litoměřický rodák Franz Čižek.

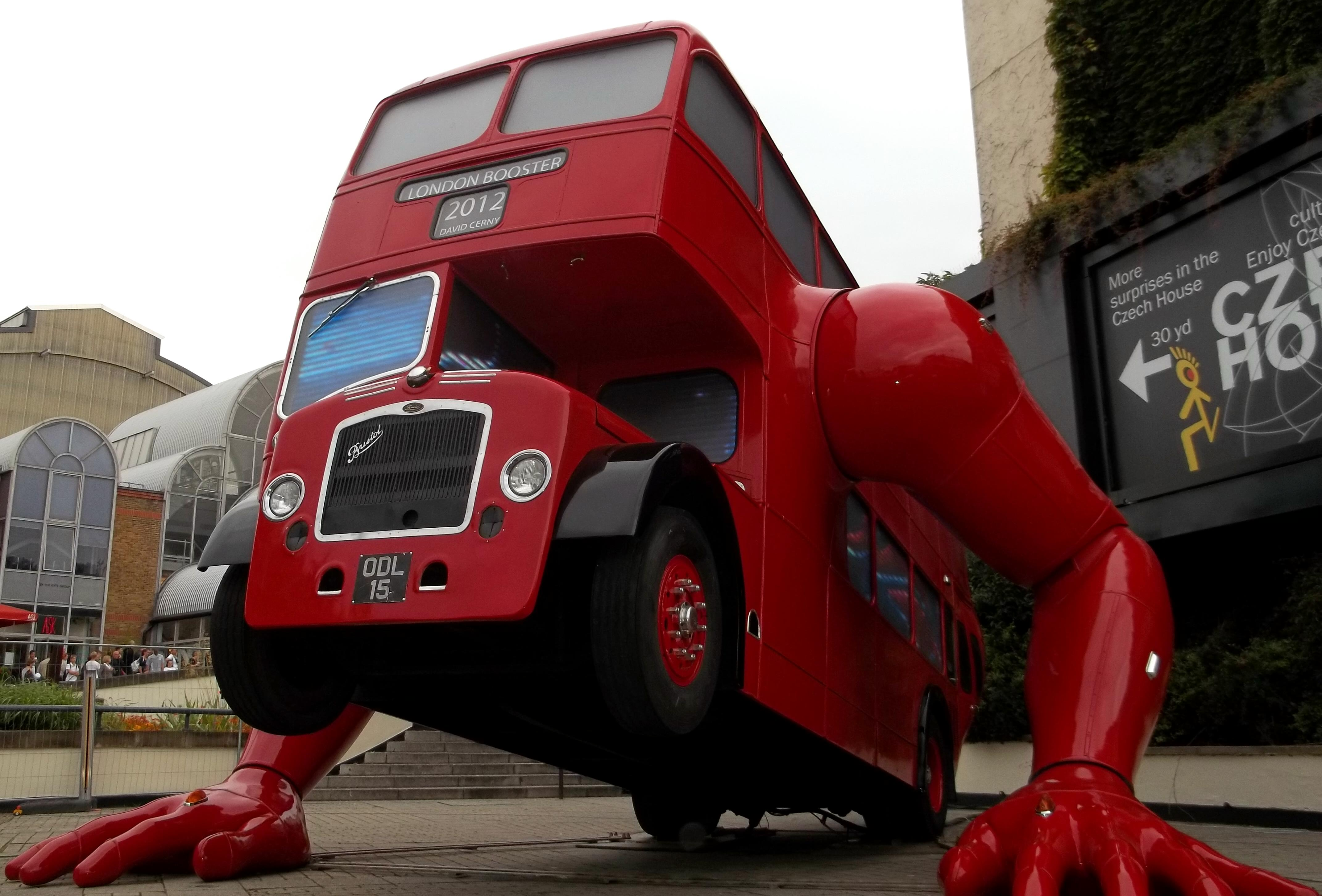
Klikující autobus od Davida Černého, pro londýnskou olympiádu 2012

Průkopníkem českého kinetického umění byl Zdeněk Pešánek, který vydal v roce 1941 teoretickou práci Kinetismus. Na jeho tvorbu navázali Radoslav Kratina nebo Stanislav Zippe. Mediálně známými případy kinetického umění jsou Pražský metronom (autor Vratislav Karel Novák) nebo Klikující autobus na londýnské olympiádě (autor David Černý).
Na kinetické umění navázal happening, tedy umělecké dílo odehrávající se v konkrétním čase a postavené na zapojení publika. Odnoží kinetismu je op-art, malířský styl pracující s optickou iluzí prostoru a pohybu.